# БК Черно море Тича
Вижте пояснителната страница за други значения на Черно море.
Баскетболен клуб „Черно море Тича“ е български отбор от град Варна, участник в Националната баскетболна лига. Играе своите срещи в зала „Христо Борисов“, която е с капацитет от 1000 места. За важни мачове използва и зала „Конгресна“ на ДКС с капацитет 5116 места.
Клубът е трикратен шампион на България и петкратен носител на Купата на България.
Клубът е известен като най-голямата школа за млади таланти в България. 90% от състезателите на мъжкия отбор са юноши на „Черно море“. Рожба на клуба е и най-добрият български баскетболист Тодор Стойков.

## История
Организирано баскетбол във Варна започва да се играе през 1923 г., когато в града пристига Вахаршак Мартаян – възпитаник на цариградския „Робер колеж“. По това време председател на СК ”Тича“ е кметът на града Господин Ангелов, който не жали време и сили за развитието на играта. Сформира се първият баскетболен отбор на Варна в който освен новоизлюпените баскетболисти играе и футболният национал Борис Петров. Голяма част от запалените баскетболисти (главно студенти от Търговската академия) отработват общинската си трудова повинност в строежа на първата баскетболна площадка в северната част на Морската градина.
На това игрище са се играли първите срещи между български и американски отбори. Съперници и учители са били моряците от корабите, които са контролирали българското крайбрежие след Първата световна война. Първият междуградски мач във Варна е между „Тича“ и „Атлетик“ Сф (18 – 14). Скоро след „Тича“ и другите клубове които после стават част от сегашните ССК „Черно море“ („Владислав“ и „Дияна“) започват да развиват баскетболни отбори.
В периода 1935 – 1944 година баскетболните прояви секват за дълго. Едва през 1944 играта се завръща в спортният живот на Варна. Това става благодарение на Алекси Алексиев който е съдия и член на „Приморец“. През 1948 „ТВП“ (Тича-Владислав-Приморец) печели купата на Варна. През 1952 съставът е изграден предимно от военнослужещи тогава за пръв път в историята на играта в нашият град е назначен официално треньор на отбора – Владимир Пинзов. Това дава резултати, защото варненци се класират първи сред извън столичните отбори в първото издание на държавното първенство. „Моряците“ са първи и в квалификационната група на извънстоличните отбори при сформирането на Национална баскетболна дивизия.
Може да се каже, че до 1969 г. варненският баскетбол търси своето място сред елита на страната, макар по-често да с е озовавал във втора дивизия. Имената от този период, които са останали в баскетболната история на Варна са: Асен Върбанов, Методи Шишков, Илия Ляков, Владимир Чакъров, Алекси Алексиев, Иван Фесчиев, Иван Андонов, Иван Живандеров, Косьо Попов, Николай Йовчев, Васил Лафазанов и Димитър Диков.
Третият етап се характеризира с утвърждаване на отбора в елитната баскетболна група на страната. От 1970 до 1982 „моряците“ дават заявка, че няма да се примирят с позицията на „провинциален отбор“. През 1975 г. идва и първото участие в международните клубни турнири – за купа „Радивой Корач“. В предварителният кръг отстранява „Каршияка“ – Измир. Тогава под името „Академик“ варненци попадат в една група заедно със силните състави на „Партизан“,“Синудиня“ (Ит) и „Беар тус –04“ (Гер). Първият „европодвиг“ е победата над „Партизан“ в изпълнената до краен предел зала „Конгресна“ със 116:100. Най-изявените треньори през този период са – Янко Бимбалов, Стоян Коларов, Калчо Ганчев, Делчо Попов, Христо Борисов, Пламен Ганчев, Тотю Вичев, Румен Спасов, Стефан Каракуланов, Веселин Тодоров, Иван Зетов, Владо Евтимов, Станчо Костов и др.
Следват златните страници за варненския баскетбол в периода 1982 – 2000 г. Последните две десетилетия на миналия век носят големи успехи в клубната история. Възходът започва с пристигането на Симеон Варчев, който води със себе си и многообещаващият юноша Георги Глушков. Баскетболът стъпва на професионална основа, а най-важните спонсори са химическите заводи в Девня. През 1985 „Академик“ печели и първата си шампионска титла в София. Тогава се играе финален турнир по системата всеки срещу всеки. Варненци побеждават основните си конкуренти и триумфират. Това се повтаря още два пъти – 1998 г. когато във финален плейоф – Черно море-Соди побеждава Славия с 3 – 1 (решителен успех в София).
Безспорно най-щастливият миг за феновете е последната титла от 1999 г. Тогава побеждаваме Левски с 3 – 2 срещи, като решителният сблъсък е в претъпканата и изпаднала в екстаз зала „Конгресна“. Черно море печели и три поредни купи на страната – 1998 г. в Бургас, 1999 г. в Ботевград и 2000 г. в Пловдив.
През този период отборът е неизменно в първата шестица на А група и играе в 9 финала за титлата. От 1991 г. клубът отново приема името Черно море. Освен с титли и купи в този период „Черно Море“ може да се похвали и с редица успешни мачове в евротурнирите. „Моряците“ побеждават „Туборг“ (Тур), „Спортинг“ (Гър), „Спартак“ (Юг),”Банко ди Рома” (Ит), ”Железник” (Юг), „Автодор“ (Рус), „Шарлероа“ (Бел), „Хонка“ (Фин) и др. В ДКС гостуват още АЕК (носител на купа „Сапорта“ през 2000), „Задар“ (Хър) (полуфиналист в същия турнир) и много други класни европейски отбори.
1985 е паметна за българския баскетбол. Тогава най-добрият ни играч Георги Глушков подписва договор с „Финикс Сънс“. Той е първият играч от Източна Европа играл в НБА. Глушков попада и в идеалната петица на европейското първенство във ФРГ през същата година. Освен него в съзнанието на варненци ще останат още цяла плеяда от баскетболисти постигнали успехи в националното първенство и в европейските клубни турнири.
Освен шампионският треньорски тандем Симеон Варчев – Христо Борисов, в този период със състезателите в клуба работят няколко от най-добрите български специалисти. Петко Делев, Дарин Великов и др.
От 2001 клубът продължава традицията да налага баскетболисти от собствената си школа и въпреки че не може да се съревновава с хегемона Лукойл Академик, Черно море продължава да бъде сред най-силните тимове. В една от най-силните си години 2006 Черно море остава в подножието на титлата и Купата, но от отбора разчита в представителният си отбор на 11 състезатели от школата, което никога не се е случвало в колективните спортове в България.
Именно баскетболната школа поддържа огъня в последните 15 години. През 2 – 3 години клубът продължава да произвежда баскетболисти и да захранва с тях националният тим и другите отбори в страната. Въпреки че клубът не се намира в добро финансово състояние, продължава да се бори и да печели отличия.
Последният голям успех на Черно море е спечелването на Купата на България през 2015 г. Никой не смяташе варненци сред фаворитите, но последователно те победиха лидерите в шампионата – Балкан, Рилски спортист и Лукойл Академик.
През последни 15 години школата на Черно море 12 пъти печели комплексното класиране при подрастващите, а всеки сезон различни детски и юношески формации печелят поне по един трофей. Така бе и през настоящата 2019 г. Черно море е единственият клуб в страната, който класира във всички финалите свои представители. Варненци станаха шампиони при кадетите и завършиха на второ място при юноши старша възраст и при деца до 13 г.

## Успехи-мъже
- Шампион🥇 (3): 1985, 1998, 1999
- Вицешампион🥈 (8): 1990, 1991, 1996, 1997, 2000, 2006, 2009, 2025
- Бронзов медалист🥉 (7): 1984, 1993, 2001, 2005, 2007, 2014, 2015
- Купа на България🏆 (5): 1998, 1999, 2000, 2015, 2025